# Andreas Scholl
Andreas Scholl (sinh ngày 10 tháng 11 năm 1967) là một giọng đối nam cao (countertenor) người Đức, một ca sĩ cổ điển nam trong quãng giọng alto, chuyên về âm nhạc Baroque.
Sinh ra trong một gia đình có truyền thống lòng ca sĩ, Scholl đã được ghi danh vào ca đoàn nam lúc 7 tuổi. Khi 13 tuổi, anh được chọn từ 20.000 người trong dàn nhạc tại Rome từ khắp nơi trên thế giới để hát solo tại một buổi lễ tổ chức vào ngày 4 tháng 1 năm 1981. Chỉ bốn năm sau, Scholl được mời làm việc tại Schola Cantorum Basiliensis, một tổ chức mà bình thường chỉ chấp nhận sinh viên sau đại học, dựa trên độ mạnh và chất lượng giọng của anh. Anh sau đó đã trở thành một giáo viên tại Schola Cantorum Basiliensis, kế vị người thầy của mình, Richard Levitt.
Các vai diễn opera đầu tiên của Scholl bao gồm việc đại diện cho René Jacobs vào năm 1993 tại Nhà hát Grévin ở Paris, tại đây ông đã tạo nên một sự chú ý. Vai diễn chính của anh, như lần đầu tiên anh xuất hiện tại hòa nhạc Glyndebourne vào năm 1998 với vai Bertarido trong vở Rodelinda của Handel, một vai diễn mà anh sẽ diễn lại ở Nhà hát Trung tâm New York năm 2006, vai này được viết cho castrato giọng alto Senesino vào thế kỷ 18.
Phần lớn sự nghiệp thu âm của Scholl là cho Harmonia Mundi và Decca, và đĩa CD của anh nằm trong số những đĩa bán tốt nhất của Harmonia Mundi. Anh đã làm việc với hầu hết các chuyên gia Baroque đương đại, bao gồm William Christie và Philippe Herreweghe, và anh cũng là một nhà viết và soạn nhạc cho nhạc ba lê và sân khấu, với xưởng âm thanh chuyên nghiệp của mình ở Basel, Thụy Sĩ.

## Sự nghiệp

### Những buổi biểu diễn ban đầu
Năm 1988, Scholl biểu diễn Oratorio Giáng sinh của Bach ở Rüdesheim. Năm 1991, anh hát trong Đam mê của Thánh Gioan của Bach, do Philippe Herreweghe chỉ huy dàn nhạc ở Antwerp. Vào tháng 1 năm 1993, Scholl thay thế cho René Jacobs theo yêu cầu của Jacobs, để hát tại Nhà hát Grévin ở Paris, buổi diễn đã gây ra một sự chú ý. Đối tác âm nhạc của Scholl đêm đó là người chơi harpsichord Markus Märkl (de), người đã trở thành đối tác âm nhạc liên tục của ông trong những năm tiếp theo. Một buổi diễn sau đó của bản Đam mê của Thánh Gioan của Bach được phát sóng vào thứ Sáu Tuần Thánh cho các khán giả đài phát thanh trong đó có cả William Christie, nhạc trưởng người Pháp. Không lâu sau đó, Christie và Scholl gặp nhau trên một chuyến tàu. Bản thu âm năm 1994 cho Messiah của Handel với Les Florissants là kết quả trực tiếp từ cuộc gặp mặt này.
Scholl đã biểu diễn Thánh khúc cung Si giáng của Bach vào năm 1995, do Jacobs chỉ huy, và biểu diễn tác phẩm của Purcell trong một chuyến lưu diễn ở Pháp. Năm 1998, Scholl và em gái đã biểu diễn trong Đam mê của Thánh Matthiêu của Bach, với Max Ciolek là Evangelist và Max van Egmond trong vai Christi vox, ở St Martin, Idstein. Scholl thực hiện vai trò chủ đề trong Solomon của Handel tại The Proms. Anh cũng đã trình diễn tại Sảnh Wigmore và tại Liên hoan Brighton.

### Opera
Phần lớn các opera Scholl hát được viết cho alto castrato Senesino thế kỷ 18, bao gồm cả chính tác phẩm ra mắt của anh tại Glyndebourne vào năm 1998, đó là đóng vai chính trong vở Bertarido trong Rodelinda của Handel cùng với Anna Caterina Antonacci, vở diễn lặp lại vào năm 1999 và 2002. Rodelinda là một thành công lớn và Scholl đã "dừng chương trình" theo tờ Sunday Times. James Bowman, tự mô tả mình là một người ngưỡng mộ Scholl dù không qua đào tạo, đã nói rằng "mọi người đã đều mê man ngây ngất " khi anh hát Dove Sei. The Financial Times nói về Vivi tiranno của anh ấy: "sự điêu luyện xuất chúng... thời gian như ngưng đọng và bạn cảm thấy như anh ấy đang nói chuyện với bạn." Vào tháng 2 năm 2002, Le Monde gọi anh là "Le Roi Scholl" sau khi anh ta tái hiện vai Bertarido trong vở Rodelinda như hồi Glyndebourne tại Paris.
Scholl cũng lại đóng vai này tại buổi diễn ở Nhà hát Trung tâm New York năm 2006, cùng với Renée Fleming trong vai chính và Kobie van Rensburg, do Patrick Summers chỉ huy, vở diễn lặp lại vào năm 2011. Anh cũng thực hiện vai chính trong Giulio Cesare của Handel tại Nhà hát Hoàng gia Đan Mạch vào năm 2002 và 2005, được tái hiện lại tại Paris (2007) và Lausanne (2008). Năm 2008, anh đã vào vai của Arsace trong Partenope của Handel cho buổi diễn ở Nhà hát Hoàng gia Đan Mạch. Năm 2010, anh hát Giulio Cesare, lần này là đối diện với Cecilia Bartoli trong vai Cleopatra, với Les Arts Florissants do Christie chỉ huy.